# Ramelton
Ramelton (in irlandese: Ráth Mealtain ) è un villaggio nella contea di Donegal, in Irlanda.